# Jay Luvaas
Morten Jay Luvaas (* 15. Januar 1927 im Erie County, Pennsylvania; † 9. Januar 2009 in Williamsburg, Virginia) war ein US-amerikanischer Militärhistoriker und Experte für den Amerikanischen Bürgerkrieg sowie die Geschichte der Militärtheorie. Er war Professor für Militärgeschichte am United States Army War College in Carlisle.

## Leben
Luvaas, dessen Vorfahren aus Norwegen einwanderten (sein Vater Morten Luvaas war ein bekannter Komponist von Chorwerken), diente in der US Navy, besuchte das Allegheny College in Meadville und wurde bei Theodore Ropp an der Duke University in Militärgeschichte promoviert. Danach lehrte er als Professor für Geschichte am Allegheny College. Er war 1972 Gastprofessor an der United States Military Academy und 1982/83 Inhaber des Harold Keith Johnson Chair of Military History am U.S. Army Military History Institute (USAMHI). Danach wurde er Professor am Army War College bis zu seiner Emeritierung 1995. Im Jahr 1997 wurde er dort Distinguished Fellow.
Mit seinem Freund General Harold W. Nelson war er Urheber und Autor einiger Bände der Staff Ride Serie des US Army War College über den Bürgerkrieg. Beide schrieben die Bände Gettysburg, Antietam, Fredericksburg/Chancellorsville und war Ko-Autor des Bandes über die Schlacht von Shiloh und den Atlanta-Feldzug. Er gab auch Bücher und Übersetzungen zum militärischen Denken von Napoleon und Friedrich dem Großen heraus, Schriften des britischen Militärhistorikers George Henderson und ein Buch über die Geschichte der Militärtheorie in Großbritannien im 19. und 20. Jahrhundert.
1959 veröffentlichte er ein Buch über die Lehren, die Militärtheoretiker in Europa aus dem Bürgerkrieg zogen und über britische, französische und preußische militärische Beobachter im Bürgerkrieg.
Er besuchte jährlich die Schlachtfelder des US-Bürgerkriegs, entweder bei Führungen für Stabsoffizierslehrgänge der US Army (Staff Ride) oder als Angehöriger einer Gruppe von Hobbyhistorikern (Army of Cussewago).

## Schriften
- The Military Legacy of the Civil War: The European Inheritance, University of Chicago Press 1959, University Press of Kansas, 1988
- The education of an army: British military thought 1815-1940, University of Chicago Press 1964
- Herausgeber: George Henderson The Civil War: a soldier’s view; a collection of Civil War writings, University of Chicago Press 1958
  - neue Auflage The Civil War / in the writings of Col. G.F.R. Henderson, Da Capo 1996
- Herausgeber und Übersetzer Frederick the Great on the Art of War, Da Capo 1999
- Herausgeber und Übersetzer Napoleon on the Art of War, New York: Free Press 1999
- mit Harold W. Nelson: The U.S. Army War College guide to the Battles of Chancellorsville & Fredericksburg, New York: Perennial Library 1989
- mit Harold W. Nelson: The U.S. Army War College guide to the Battle of Gettysburg, Carlisle, Pennsylvania: South Mountain Press 1986, 2. Auflage mit Leonard Fullenkamp, University Press of Kansas 2012
- mit Harold W. Nelson: Guide to the Atlanta campaign : Rocky Face Ridge to Kennesaw Mountain, University Press of Kansas 2008
- Herausgeber mit Stephen Bowman, Leonard Fullenkamp: Guide to the Battle of Shiloh, University Press of Kansas 1996
- mit Harold W. Nelson: The U.S. Army War College guide to the Battle of Antietam : the Maryland Campaign of 1862, Perennial Library 1987
- Einleitung zur Neuauflage von Basil Liddell Hart Sherman: soldier, realist, American, Da Capo 1993
- Generalship, historical perspectives, US Army Center of Military History 2008
- Herausgeber Dear Miss Em: General Eichelberger’s war in the Pacific, 1942-1945, Westport, Connecticut: Greenwood Press 1972